# Bussolengo
Bussolengo är en stad och kommun i den italienska provinsen Verona, regionen Veneto i norra Italien.

## Sevärdheter
- Djurparken Parco Natura Viva är en djurpark ekoch safaripark mellan byarna Bussolengo och Pastrengo, 20 kilometer från Gardasjön.